# كيث ودسايد
كيث ودسايد (بالإنجليزية: Keith Woodside)‏ هو لاعب كرة قدم أمريكية أمريكي، ولد في 29 يوليو 1964 في ناتشيز في الولايات المتحدة.

## وصلات خارجية
- كيث ودسايد على موقع مرجع كرة القدم المحترفة.كوم (الإنجليزية)